# Addagamunu
Addagamunu fou un rei de Sri Lanka del 21 al 30. Era fill de Mahadithaka Mahanaga al que va succeir quan va morir.
Va ser un rei molt pietós i va emetre ordres per evitar la mort de qualsevol animal, prohibint a totes les persones cometre tal pecat i els va manar fer obres de
caritat. Va construir una paret a l'entorn de la dagoba de Ruwanwelisaya i va posar-hi un Chatta (a imitació del paraigua blanc que és un emblema de la reialesa), que va fixar en l'agulla de la dagoba. També tenia un gran nombre d'arbres fruiters i plantes enfiladisses plantades al llarg del país, i va desenvolupar el seu hàbit favorit d'omplir els bols de sacerdots amb melons (Amanda).
El Rajatardnyini, una historia de Caixmir, diu que el rei Meghavahana del Caixmir va visitar Ceilan durant el regnat de Addagamunu i fou hoste del rei singalès i que va influir en ell per prohibir la mort d'animals, com Meghavahana havia fet ja al seu propi regne.
Va ser assassinat pel seu germà Kanijanu Tissa (Kanirajanu Tissa) que el va succeir.